# Folklore (álbum de Taylor Swift)
Folklore (estilizado em letras minúsculas) é o oitavo álbum de estúdio da artista musical estadunidense Taylor Swift, lançado em 24 de julho de 2020 através da editora discográfica Republic Records. A concepção de Folklore se deu no contexto da pandemia de COVID-19, quando Swift foi obrigada a entrar em quarentena, vindo a abortar os planos de embarcar em uma turnê mundial para promover seu disco anterior, Lover (2019), bem recebido comercial e criticamente. Nesse período, ela idealizou Folklore como "uma coleção de canções e histórias que fluíam como um fluxo de consciência de sua imaginação", dedicando-se a trabalhar virtualmente com os produtores musicais Aaron Dessner e Jack Antonoff. A cantora gravou os vocais do álbum em um estúdio embutido em sua residência em Los Angeles, enquanto Dessner e Antonoff trabalharam em Hudson Valley e Nova Iorque, respectivamente.
Musicalmente, Folklore marca uma nova direção para Swift, distanciando-se das sonoridades pop comerciais presentes nos últimos trabalhos dela, bem como do country que a acompanhou no início de sua carreira. Este, por sua vez, derivou-se de gêneros pouco explorados como indie folk e chamber pop, bem como foi influenciado por elementos de rock alternativo. Nesse sentido, por ter sido concebido durante um período de isolamento social, o disco manifesta liricamente uma narrativa vívida que canaliza escapismo, nostalgia, solidão e introspecção, opondo-se aos trabalhos anteriores da artista nos quais temas autobiográficos abundavam o escopo lírico. Em Folklore dá-se maior ênfase à retórica de terceira pessoa, culminando na entrega de histórias intensas e dramáticas ao longo das canções, que incluem personagens fictícios. O título da produção foi inspirado no legado duradouro da música folclórica, enquanto a estética visual reflete o cottagecore.
Após o lançamento, Folklore foi recebido positivamente por críticos musicais especializados, que destacaram as letras poéticas, o clima descontraído e o peso emocional, sendo apontado por muitos como o melhor álbum de Swift até então. Diversos especialistas consideram oportuna a essência introspectiva do disco, dado o contexto pandêmico, bem como apontaram a nova sonoridade como uma reinvenção ousada da arte da cantora. Dada a repercussão positiva, Folklore rendeu a ela uma série de prêmios, incluindo a vitória na categoria Álbum do Ano do Grammy Awards 2021, tornando-a a primeira artista feminina a vencer a categoria por três vezes. O álbum figurou em diversas listas e compilados sobre os melhores lançamentos do ano, a exemplo das revistas Billboard e Rolling Stone, que o elegeram como o melhor do ano. Comercialmente, Folklore também foi bem recebido, registrando recordes de streams e liderando as tabelas musicais de várias nações, comercializando, na semana de lançamento, 846 mil unidades nos Estados Unidos, o que lhe garantiu o topo da tabela Billboard 200, sendo o disco com maior número de vendas semanais entre qualquer outro naquele ano. Posteriormente, recebeu um certificado de platina dupla pela Recording Industry Association of America (RIAA), e foi o segundo mais adquirido ao redor do mundo em 2020.
De Folklore foram lançados três singles oficiais, "Cardigan", "Exile" e "Betty", nessa ordem. Os dois primeiros alcançaram boa receptividade nas paradas, com o lançamento inicial, "Cardigan", convertendo-se na sexta liderança de Swift na parada estadunidense Billboard Hot 100: estreando diretamente no topo. Na esteira da divulgação do álbum, em 25 de novembro de 2020, a cantora liberou exclusivamente no Disney+ o documentário Folklore: The Long Pond Studio Sessions, onde aparece cantando todas as 17 canções do álbum e discutindo o processo criativo por trás de cada uma delas. Retrospectivamente, Folklore tem sido considerado uma das grandes obras de arte surgidas em meio ao isolamento da pandemia e vários artistas musicais o citam como fonte de inspiração para seus trabalhos.

## Antecedentes e desenvolvimento

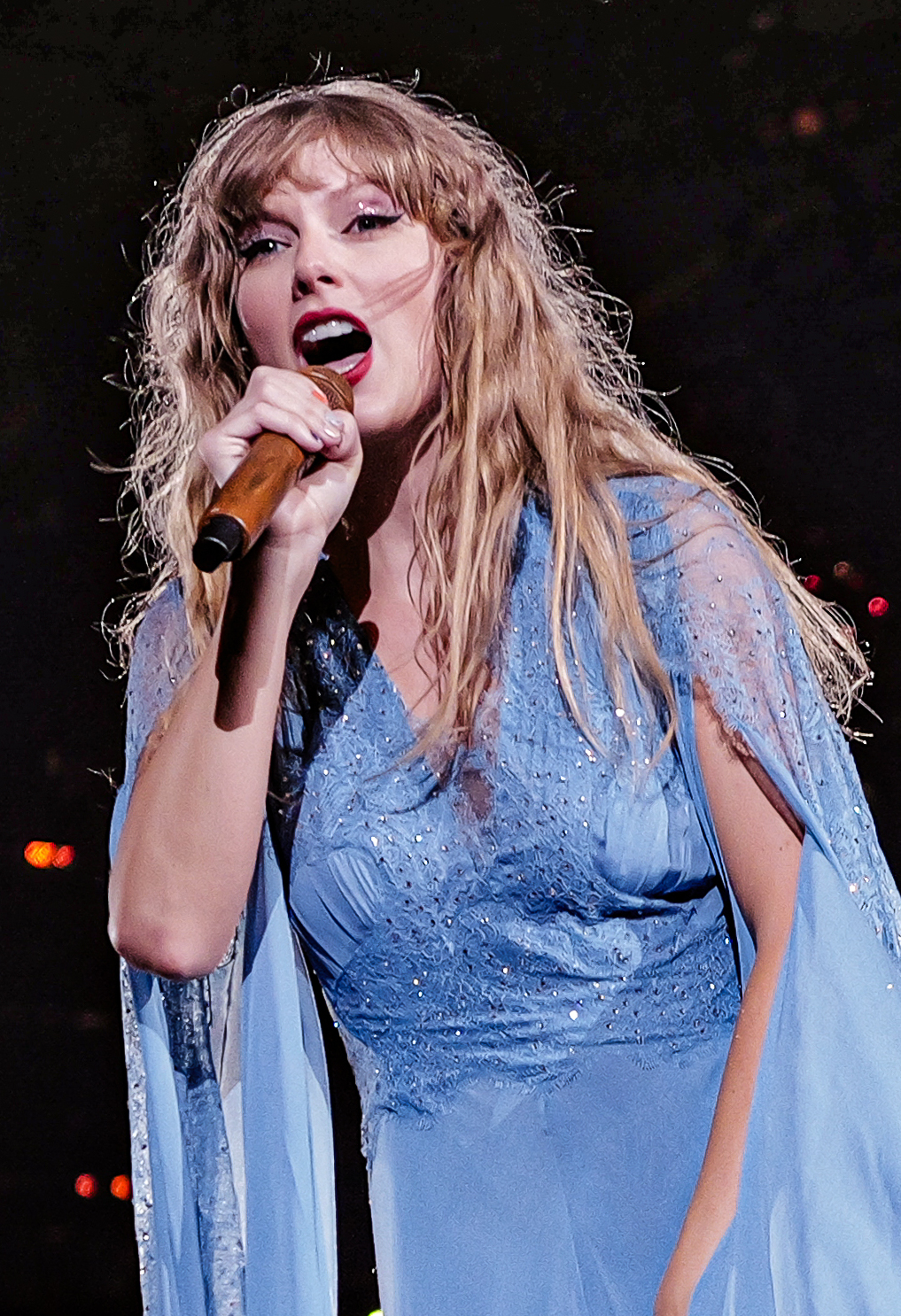
Swift realizando o ato Folklore na turnê Eras Tour (2023) em Inglewood, Califórnia.

Em 23 de agosto de 2019, Taylor Swift liberou o seu oitavo álbum de estúdio, Lover. O projeto foi recebido positivamente pela crítica especializada, que elogiou as composições da artista por transmitirem maturidade emocional e evolução artística. Outros, contudo, negativaram a duração da obra, avaliando que continha um número "inconsistente" de músicas. Comercialmente, tornou-se um sucesso, sendo o álbum de estúdio mais vendido de 2019 e comercializando cinco milhões de unidades até o momento. Nos Estados Unidos, foi o sexto álbum de estúdio da artista a alcançar o topo da tabela Billboard 200 e o quarto de sua carreira a listar-se como o mais bem sucedido de um ano no país. Em apoio ao material, a cantora programou-se para embarcar em sua sexta turnê, a Lover Fest, em abril de 2020, que acabou sendo cancelada após o agravamento da pandemia de COVID-19. Nesse período, ela se colocou em quarentena, vindo a assistir a vários filmes — como Rear Window (1954), L.A. Confidential (1997), Pan's Labyrinth (2006), Jane Eyre (2011), Marriage Story (2019) —, e leu mais livros do que nunca, os quais "tratavam de tempos passados, um mundo que não existe mais", como Rebecca (1938), de Daphne du Maurier. As ficções a inspiraram a se aventurar além do estilo autobiográfico usual de composição que estava acostumada e experimentar diferentes pontos de vista narrativos.
"[O desenvolvimento] começou com imagens. Visuais que surgiram em minha mente e despertaram minha curiosidade. Estrelas desenhadas em torno de cicatrizes. [...] Navios de guerra afundando no oceano, para baixo. O balanço de uma árvore na mata durante minha infância. Tons incentivando a "fugirmos" mas que nunca concretizamos. [...] Uma bola de discoteca espelhada pairando sobre uma pista de dança. Uma garrafa de uísque acenando. Mãos seguradas através de plástico. Um único fio que, para o bem ou para o mal, amarra ao seu destino. Logo essas imagens em minha cabeça ganharam rostos ou nomes e se tornaram personagens. Eu me vi não apenas escrevendo minhas próprias histórias, mas também escrevendo sobre ou da perspectiva de pessoas que nunca conheci, pessoas que conheci ou aquelas que gostaria de nunca ter conhecido."
—Swift sobre o desenvolvimento do Folklore.
Isolada, ela deixou a imaginação "correr solta", o que resultou em um conjunto de imagens e visuais que consequentemente se tornaram Folklore. Em entrevista à revista Billboard, Swift relatou que o conceito do álbum iniciou-se "com fotos, elementos visuais que surgiram na minha cabeça e despertaram em mim criatividade e curiosidade". Acrescentando; "Despejei no disco todos os meus desejos, sonhos, medos e pensamentos. Compus e gravei a música me isolando, mas na verdade o fiz colaborando com vários companheiros de percurso". Algumas das imagens que a artista desenvolveu incluem: "Um homem exilado caminhando pelas falésias de uma terra que não é sua, imaginando como tudo deu tão terrivelmente errado. Um atormentador amargurado aparecendo no funeral de seu objeto caído de obsessão. Um jovem de dezessete anos de pé em uma varanda, aprendendo a se desculpar. Crianças apaixonadas vagando para cima e para baixo na perene High Line. Meu avô, Dean, desembarcando em Guadalcanal em 1942. Uma viúva desajustada se vingando da cidade que a expulsou".

## Produção
Em Folklore, as composições de Swift inclinaram-se para uma direção mais romântica e escapista. Ela recrutou dois produtores para alcançar o som que almejava; o colaborador de longa data Jack Antonoff — com quem já havia trabalhado em 1989 (2014), Reputation, e Lover —, e o colaborador estreante Aaron Dessner, guitarrista da banda estadunidense The National. Devido às precauções com o COVID-19, Swift, Antonoff e Dessner ficaram remotamente em quarentena, separados uns dos outros, criando músicas por meio da troca contínua de arquivos digitais de instrumentais e vocais. O álbum resultou de um processo conhecido como "faça você mesmo", sendo mixado e engenhado por uma equipe espalhada ao redor dos Estados Unidos. A cantora já havia conhecido o National assistindo um episódio do Saturday Night Live em 2014, e compareceu a um dos shows deles em 2019, onde conversou com Dessner e seu irmão gêmeo Bryce. Ela perguntou a Dessner sobre qual técnica de composição ele utilizava, justificando que é a "coisa que mais gosto de perguntar às pessoas de quem sou fã", que respondeu explicando que como os membros de sua banda viviam em diferentes partes do mundo, ele fazia faixas instrumentais e depois as enviava para o vocalista, Matt Berninger, que escrevia as letras — isso deu em Swift a inspiração de criar música durante a quarentena.

"Essa é a primeira música que escrevemos [no início de maio]. Enviei [o arquivo] às 21h e mais ou menos por volta das 2 da madrugada, "Cardigan", já estava totalmente escrita. Foi aí que percebi que algo louco estava acontecendo. Ela dialogou diretamente com o coração da música, escreveu uma letra incrível e foi continuando."

—  Dessner falando sobre o ínicio do processo de escrita de "Cardigan".
Devido à pandemia, todos os estúdios de gravação tiveram que ser fechados, a cantora então construiu um estúdio dentro da residência em que vivia, em Los Angeles, denominado Kitty Committee, com ajuda da engenheira de som Laura Sisk. Antonoff, com quem Swift trabalhou em cinco canções do álbum, operava na cidade de Nova Iorque enquanto Sisk gravava os vocais dela em Los Angeles. "My Tears Ricochet" foi a primeira música escrita para o projeto. A artista escreveu sobre a relação que tinha com Scott Borchetta, fundador de sua antiga gravadora, com quem rompeu de forma não amigável. Antonoff comparou o processo de composição de "Mirrorball" e "August" ao de "Out of the Woods" (2016). Ela escreveu "Mirrorball" após o cancelamento da Lover Fest, como uma ode aos fãs que encontram consolo em suas músicas e shows.
"August" foi composta pensando em um namorado fictício e "This Is Me Trying" com base em várias narrativas, como lidar com o vício e na própria saúde mental entre 2016 e 2017, quando sentia-se valendo "absolutamente nada". No final de abril, Swift abordou Dessner para compor remotamente. Ele trabalhou em onze das 16 faixas do álbum nos meses seguintes. O músico "achou que demoraria um pouco para que as ideias de canções começassem a surgir" e "não tinha expectativas quanto ao que poderíamos realizar remotamente", mas ficou surpreso que "algumas horas depois de compartilhar a faixa, meu telefone acendeu com um memorando de voz de Taylor apresentando-a completamente finalizada — o ímpeto nunca parou realmente". A cantora e Dessner "estiveram em contato praticamente diariamente por três ou quatro meses por meio de mensagens de texto e telefonemas". Ele enviaria a ela pastas contendo instrumentais, enquanto a mesma escrevia "toda a primeira linha" — melodia e letra, e "ele não saberia sobre o que seria a música, como se chamaria, onde [ela] iria encaixar o refrão". A primeira a ser escrita pela dupla foi "Cardigan", que é baseada em um dos esboços de Dessner chamado "Maple". "Cardigan" foi seguido por "Seven" e "Peace". Ao ouvir a composição de "Peace", Swift sentiu uma "sensação imediata de serenidade" que a despertou a sensação de estar em paz, mas sentiu que seria "muito óbvio" cantar sobre sentimentos positivos; em vez disso, alterou suas linhas para que abordassem sentimentos "conflituosos" contrastando com o som calmante, e a gravou em uma tomada vocal.
Algumas semanas depois, quando Swift e Dessner escreveram "seis ou sete" canções, ela explicou a ele o conceito que desejava para o projeto. Os dois conversaram a respeito do material que ela havia feito anteriormente com Antonoff, concluindo que ambos os trabalhos ressoam como um disco. A cantora e Dessner também escreveram "The Last Great American Dynasty", "Mad Woman" e "Epiphany", a primeira das quais tem uma série de guitarras elétricas inspiradas no álbum surpresa do Radiohead, In Rainbows (2007). A letra documenta a falecida socialite estadunidense Rebekah Harkness, sobre quem Swift queria escrever desde que comprou a antiga residência dela em 2013. Dessner compôs a melodia de piano para "Mad Woman" da mesma forma que realizou anteriormente a de "Cardigan" e "Seven". Em "Epiphany", ele desacelerou e inverteu os sons de diferentes instrumentos para criar uma "grande harmonia de sons" e adicionou piano para um tropo cinematográfico. A cantora escreveu a música com base nas experiências de seu avô e de profissionais de saúde durante a pandemia. Duas canções, "Exile" e "Betty", foram feitas com seu então namorado, o ator britânico Joe Alwyn. Ela desenvolveu "Exile" como um dueto, e Dessner gravou um rascunho dela cantando as partes masculinas e femininas da canção. Depois, analisaram várias opções de artistas que pudessem grava-la com ela, com Bon Iver sendo o escolhido devido ao apreço que a estadunidense tinha pela voz do cantor, além de também ser membro da banda Big Red Machine junto com Dessner.
"Esse é o primeiro álbum que eu deixei ir aquela necessidade de fazer algo 100% autobiográfico. Porque eu acho que eu sentia a necessidade de fazer aquilo. Eu sentia que os fãs precisavam ouvir um relato da minha vida tirado das manchetes e isso acabou sendo um pouco confuso. Essa tem sido a minha coisa favorita sobre esse disco. Ele existe por seu próprio mérito, não por 'oh, as pessoas estão ouvindo isso porque diz para elas algo que elas poderiam ler em um tablóide"".

— Swift falando sobre a sua inspiração para o Folklore.

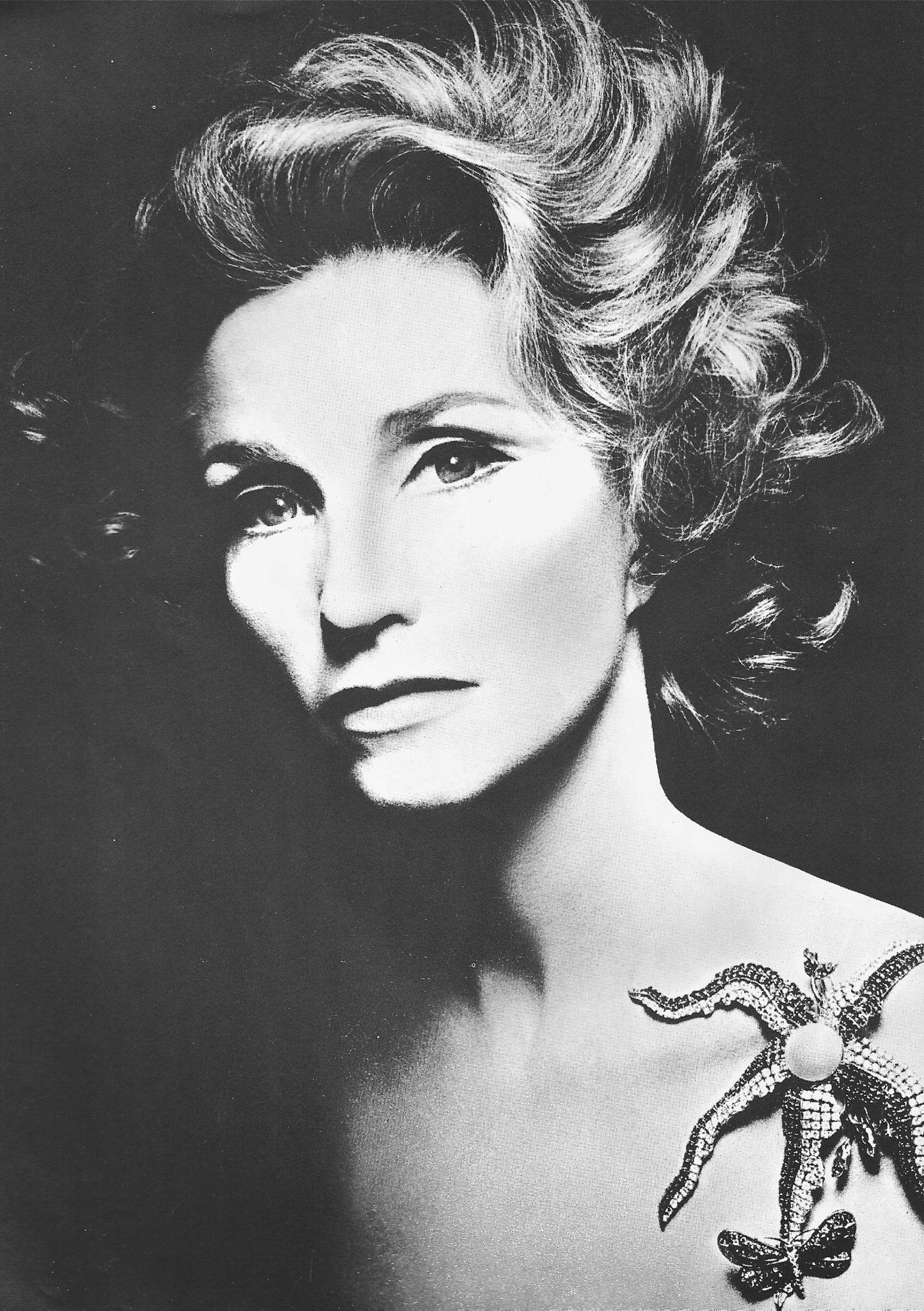
Rebekah Harkness (imagem), ex-proprietária da casa de Swift em Rhode Island, é a musa por trás da terceira faixa "The Last Great American Dynasty".

O produtor enviou a música para Iver, que gostou instantaneamente e adicionou novas linhas a parte em que gravaria. "Betty" é a única canção do álbum produzida por Dessner e Antonoff em conjunto; para escreve-la Swift influenciou-se por trabalhos de Bob Dylan, como John Wesley Harding (1967) e The Freewheelin' Bob Dylan (1963). Alwyn usou o pseudônimo de William Bowery nos créditos. Após o lançamento do álbum, a imprensa e os fãs apontaram a a ausência de Bowery nas redes sociais, e presumiram o uso de um pseudônimo para Alwyn. A cantora confirmou mais tarde que Bowery é de fato Alwyn, e que ele escreveu o refrão de "Betty", a linha de piano e o primeiro verso de "Exile". As duas últimas canções escritas foram "The 1" e "Hoax", a primeira e a última canções do álbum, respectivamente; Swift escreveu ambos em poucas horas. Falando sobre sua colaboração com ela, Dessner comentou; "Há uma humanidade palpável, calor e emoção crua nessas canções que espero que você ame e se console tanto quanto eu".
Em uma entrevista à Rolling Stone em novembro de 2020 para Paul McCartney, Swift afirmou que começou a usar palavras nas letras do álbum nas quais sempre desejou usar, sem se preocupar se isso se adequaria ao rádio. Ela usou palavras em que definiu serem "maiores, mais floridas, mais bonitas" como "epifania", "elegias" e "divorciada", por "soarem lindas". Revelando, também, que mantém listas de tais palavras e lembrou-se de usar uma delas, "caleidoscópio", em "Welcome to New York" (2014). Em uma entrevista para a revista Entertainment Weekly, em dezembro de 2020, a artista disse que as letras, melodias e a produção de Folklore ficaram do jeito que ela queria, sem se sujeitar às expectativas dos outros. O projeto foi escrito e registrado em segredo. Swift, Alwyn, família, equipe de gerenciamento, Antonoff e Dessner estavam cientes da sua criação; ela não divulgou a notícia nem falou a respeito para os amigos como fazia nos trabalhos anteriores. Perto do final do processo de gravação, Dessner procurou alguns colaboradores regulares, incluindo os companheiros de banda National, para fornecer instrumentação remotamente ao álbum. Bryce orquestrou várias canções, enquanto Bryan Devendorf tocou a bateria em "Seven". Dessner manteve o envolvimento com a artista em segredo de sua família e colegas até o anúncio. Afirmando, ainda, que a gravadora dela, a Republic Records, desconhecia a existência do disco até horas antes do lançamento oficial. Enquanto filmava o videoclipe de "Cardigan", Swift usou um fone de ouvido e sincronizou os lábios com a música para evitar que qualquer informação fosse vazada.

## Composição

### Temas e influências na composição
"Se há uma coisa que Swift provou ao longo de sua carreira, é que ela se recusa a ser colocada em uma caixa. Seu som em constante evolução a levou de queridinha do country a fenômeno pop e a mais nova contadora de histórias do folk – uma transição que, no papel, parece árdua. Mas, para Swift, foi perfeita e resultou talvez em seu trabalho mais marcante até então. E o brilho de Folklore depende de três das ferramentas de composição de Swift: baladas honestas, escrita autobiográfica e narrativa baseada em personagens".

— A página online dos Grammy Awards comentando a sonoridade do álbum.
Musicalmente, Folklore marca uma partida do pop estruturado por sintetizadores dos três últimos trabalhos de Swift, concentrando-se predominantemente em explorar gêneros alternativos nunca antes ouvidos em seus projetos, como indie folk e electro-folk, indie rock, dream pop, além de elementos de música eletrônica, country e folk rock. Hannah Mylrea, da revista britânica NME, observou que o trabalho "mergulha de cabeça no mundo do folk, rock alternativo e indie", enquanto Gary Ryan, da mesma publicação, o classificou como indietrônica e chamber pop. Michael Sumsion, do PopMatters, o descreveu como uma mistura de chamber pop e alt-folk, já Raisa Bruner, da revista Time, o definiu como um "pop-folk alternativo". A jornalista musical Amanda Petrusich, resenhando para o The New Yorker, sentiu que Folklore é um álbum "sem gênero" que se aproxima do pop atmosférico ao invés do folk. Em desacordo, o crítico do The New York Times, Jon Caramanica, considerou o estilo da obra uma partida do pop e o definiu como um rock atmosférico. Spencer Kornhaber, do The Atlantic, expressa que o trabalho "mergulha através de uma intrincada instrumentação clássica e folk" que se mantem unidas pela música eletrônica. Desprovido de canções ao estilo comercial, a obra evita o som mainstream dos trabalhos mais antigos da artista. Aqui, predominam baladas suaves, cinematográficas e de ritmo lento, com produção minimalista, lo-fi, e de melodias elegantes, juntas, dando um toque moderno à composição tradicional.
É construído em torno de instrumentais neoclássicos, como: pianos suaves, esparsos e sonoros, guitarras tocadas e borbulhantes, elementos eletrônicos com falhas e fragmentados, percussões pulsantes, bateria suavemente programados, mellotron, orquestrações com cordas etéreas e chifres meditativos. O álbum não evita totalmente uso de sintetizadores e batidas programadas características da música pop que vinha sendo realizada pela intérprete, mas em vez disso os reduz a uma textura sutil, entregando um som eletro-acústico que destaca a voz e as letras dela. A revista Rolling Stone afirmou que o seu tom se assemelha a "Safe & Sound", gravado por Swift para The Hunger Games: Songs from District 12 and Beyond (2011). O portal The Ringer notou que a contribuição de Antonoff acrescenta o apoio de sintetizadores ao disco, enquanto Dessner contribui com o uso de piano, e vinculou Folklore a duas canções de Lover — "The Archer" e "It's Nice to Have a Friend" —, já que os discos da artista "geralmente têm algumas faixas que remontam ao álbum anterior ou acabam conectando-as ao próximo".
Liricamente, a maior parte das canções de Folklore exploram pontos de vista que divergem da vida particular de Swift, incluindo narrativas em terceira pessoa escritas a partir de perspectivas de personagens que se entrelaçam nas faixas. Seu estilo de composição combina baladas com experiências autobiográficas e narrativas baseada em personagens, e se distingue de seus antecessores principalmente por abordar temas como melancolia, escapismo, nostalgia, contemplação, e empatia. Embora a cantora tenha optado por uma nova sonoridade, o material mantém aspectos estilísticos que são marcas registradas de sua composição, como entrega triste e paixão bildungsroman. Comparado com grande parte da discografia mais antiga dela, Folklore refletiu o aprofundamento da autoconsciência da intérprete, introspecção, e narrativa vívida que mostrou um maior grau de ficcionalização e menos auto-referências. O lirismo é pessoal e fictício, e às vezes uma mistura de ambos. O alcance emocional e narrativo do projeto é ampliado pela expansão do foco das histórias pessoais de Swift para personagens e personificações imaginadas.
"Um conto que se torna folclore é aquele que é transmitido e sussurrado. Às vezes até cantado. As linhas entre fantasia e realidade se confundem e os limites entre verdade e ficção tornam-se quase indiscerníveis. A especulação, com o tempo, torna-se fato. Mitos, histórias de fantasmas e fábulas. [...] No isolamento, minha imaginação correu solta e este álbum é o resultado, uma coleção de canções e histórias que fluíram como um fluxo de consciência. Pegar uma caneta era minha maneira de escapar para a fantasia, a história e a memória. Contei essas histórias da melhor maneira possível, com todo o amor, admiração e extravagância que elas merecem".
—Swift sobre o conceito de Folklore.
As narrativas descritas em Folklore incluem um fantasma encontrando seu assassino em seu funeral, uma menina de sete anos com um amigo traumatizado, uma velha viúva rejeitada pela sociedade, alcoólatras em recuperação e um triângulo amoroso entre os personagens fictícios Betty, James, e uma mulher sem nome, conforme retratado nas faixas "Cardigan", "Betty" e "August", com cada uma das três canções escritas a partir da perspectiva de cada personagem em diferentes momentos da vida. Ann Powers, editora do NPR, definiu a obra como um "escopo formado por memórias, um senso de mundo compartilhado, construído de mitos, histórias ouvidas", baseado na ideia de que "cada um de nós tem seu próprio folclore", sendo o álbum o folclore de Swift. Muitas canções presentes exalam uma qualidade cinematográfica no âmbito lírico, e fazem referência a objetos e fenômenos da natureza, como um eclipse solar, Saturno, auroras, céu rosa-púrpura, maresia, ervas daninhas e glicínias.

### Estrutura musical e letras

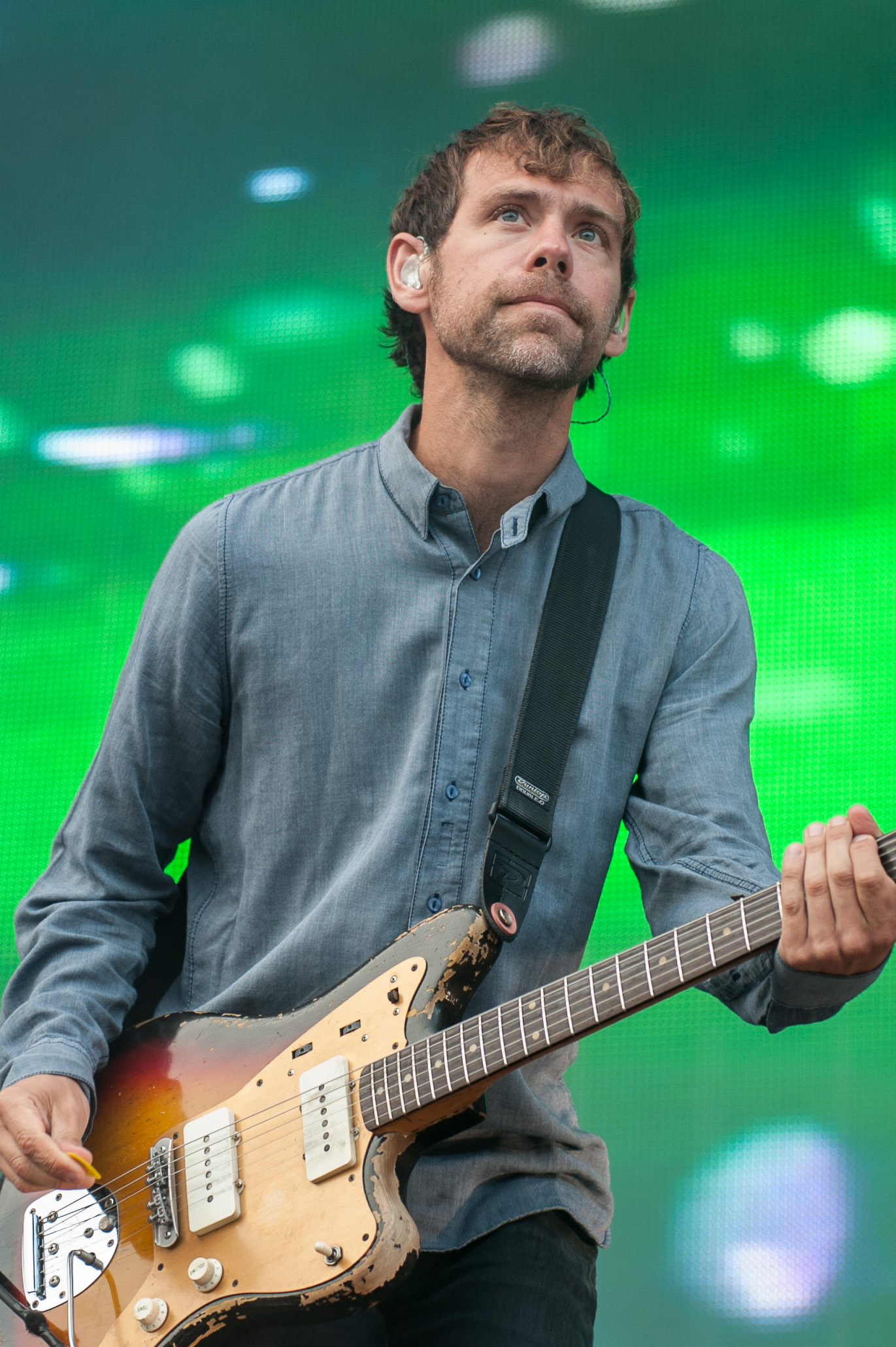
Aaron Dessner compôs e produziu a maioria das faixas do álbum.

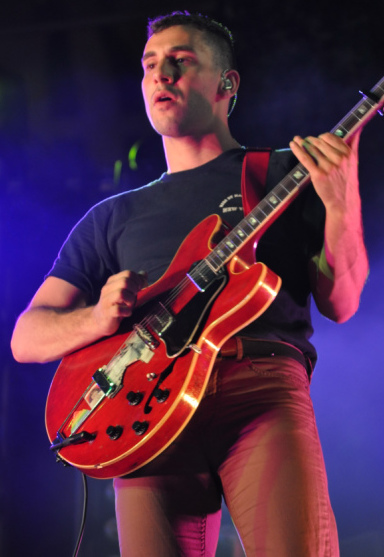
Jack Antonoff compôs três canções para Here I Am, tendo inclusive gravado um dueto com Rowland que acabou não sendo incluso no álbum.

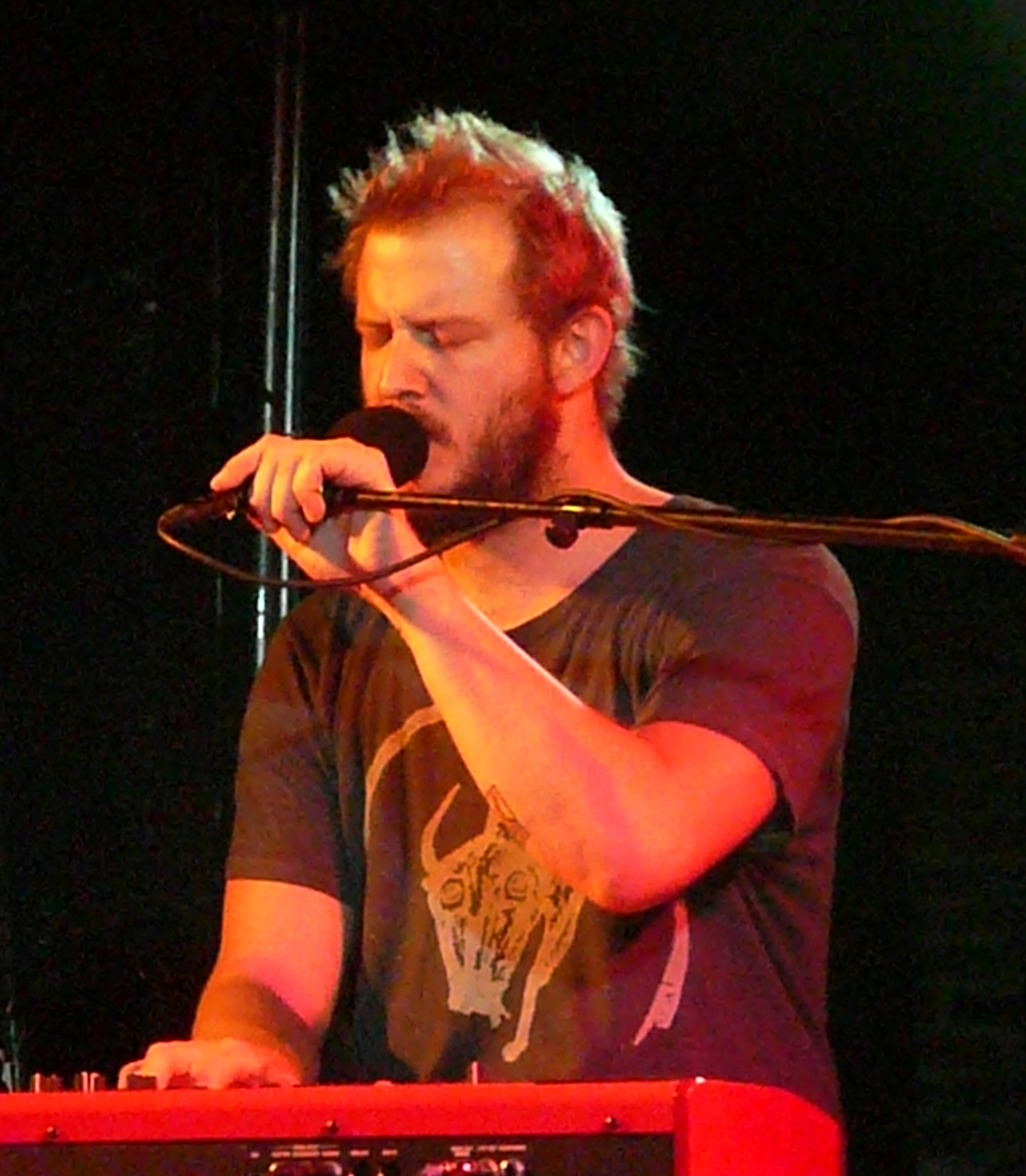
Justin Vernon, vocalista da banda Bon Iver, participa de "Exile".

Folklore começa com "The 1", canção soft rock conduzida por um arranjo saltitante de piano, percussão mínima e toques eletrônicos. Sob a perspectiva de um amigo de Swift, descreve um relacionamento que não funcionou, e passeia por entre as perspectivas do que é em detrimento do que teria sido essa aventura. A lenta "Cardigan" é uma balada folk dirigida por instrumentais melancólicos e despojados formados por bateria e piano suave; Swift canta a partir da perspectiva de uma personagem fictícia chamada Betty cantando sobre James, seu ex-companheiro, ser uma pessoa que ela conhece tão bem ao ponto de saber que ele sempre voltaria para ela e que ela o aceitaria independente do que tivesse acontecido. "The Last Great American Dynasty" é uma música indie pop constituída por instrumentos clássicos como slide guitar, viola, violinos, bateria e elementos de produção com falhas. Seu lirismo satírico percorre o trajeto de vida da socialite Rebekah Harkness, que já foi dona da casa de Swift em Rhode Island, enquanto a cantora só aparece no pós-vida de Harkness como alguém que investiga seu legado. "Exile" contém influências de música gospel e indie folk. Um dueto com Bon Iver, funde os vocais suaves de Swift com o barítono rosnado dele. Apresenta um profundo mergulho na história de um casal que não deu certo avaliando sua história de amor interrompida. De um lado o eu lírico culpa sua parceira pelo fim trágico do relacionamento cujo peso é reforçado pelo tom extremamente grave e dramático do cantor que começa a ser sobreposto por vocais suaves de Swift a partir da segunda estrofe rebatendo as acusações da culpa do fim do relacionamento. Começa com um piano lento e atinge um clímax dramático apoiado por cordas, sintetizadores e harmonias.
"Ela me contou o significado por trás disso, que meio que narra a história de Rebekah Harkness, chamada como Betty pelas pessoas. Ela, integrante da família Harkness, era casada com o herdeiro da fortuna dos Standard Oil e eles compraram esta casa em Rhode Island, localizada num penhasco. É sobre a história dessa mulher e das festas ultrajantes que ela já deu. Ela era desmoralizada por não se encaixar inteiramente na sociedade; essa história, no final, se torna pessoal. Taylor acabou comprando aquela casa. Eu acho que é característico do folclore, esse tipo de música narrativa. Nós também não fizemos muito isso."
— Dessner explicando o conteúdo lírico de "The Last Great American Dynasty".
A quinta pista, "My Tears Ricochet", é uma fusão de rock gótico e de arena. Liricamente, é sobre não se sentir compreendida e o sentimento de satisfação ao saber que a mesma falta de paz também está no outro. Sobre não conseguir deixar ir apesar de se ver morta nas memórias de outra pessoa, mas ao mesmo tempo estar presente em tantos pequenos sinais e lágrimas compartilhadas. Um fantasma de conversas inacabadas que não conseguem fazer sua passagem, por estarem incompletas, e por serem remoídas constantemente, onde as diversas referências são claramente para sua antiga gravadora, Scott Borchetta e a venda de sua parte do catálogo mais antigo da artista. Sua instrumentação é concretizada por uma caixa de música, corais de apoio, improvisos reverberados na ponte e atinge um clímax tumultuado sobre tambores trêmulos. "Mirrorball" é uma canção dream pop, conduzido por pedal steel e guitarras vibrantes. Suas letras retratam Swift como uma bola de discoteca, capaz de fazer todo o quarto brilhar, mas que, quando quebra, se estilhaça em milhões de pedaços. Em "Seven", ela canta em um tom suave, cujo lírico é uma ode ao seu passado e que remonta o que ela sentia sobre cada pessoa que passou pela vida dela aos sete anos, ajudando o ouvinte a entender que nada é efêmero quando se é uma criança e tudo é impressionante e novo. Seu arranjo ressonante consiste em cordas agitadas e piano.
"August" é uma canção sombria de dream pop que captura o caso de verão entre dois jovens apaixonados — uma garota ingênua que é vista agarrada a um garoto que "não era dela para perde-lo"; o menino é revelado como James, mais tarde no álbum. A música mostra a garota sofrendo e ansiando por seu amor, usando a entrega leve e alegre de Swift, gritos e uma produção grandiosa conduzida por violão, reverberação vocal brilhante e mudanças de tom. A nona faixa, "This Is Me Trying", é um pop orquestral detalhando os caminhos errados em uma jornada árdua, mas a braveza de dizer para si mesma que está tentando seu melhor. Contém os vocais de Swift "fantasmagóricos" e reverberados e uma produção densa e gradualmente crescente. Sob um arranjo acústico de cordas dedilhadas e trompas suaves, "Illicit Affairs" revela a infidelidade de um narrador desleal e destaca as medidas que ele toma para manter um caso em segredo. A seguinte, "Invisible String" é uma canção folclórica. Em sua letra, cheia de metáforas relacionadas a cores na representação de seus sentimentos e amores, bem típico de sua escrita, a artista faz menção a história japonesa do cordão vermelho que diz que as almas gêmeas estão conectadas por um cordão embolado que eventualmente vai se desembolar fazendo com que elas se encontrem. É composto por um riff acústico, vocais fortes, um estilo de escrita passiva e faz referência a suas canções mais antigas.
"[James] basicamente perdeu o amor de sua vida e não sabe como recuperá-lo. Acho que todos nós temos essas situações em nossas vidas, em que aprendemos a realmente, realmente, fazer um pedido de desculpas sincero pela primeira vez. Todo mundo comete erros, todo mundo realmente faz algo de errado às vezes e essa é uma música que eu escrevi da perspectiva de um garoto de 17 anos. Sempre adorei que na música você pode meio que entrar em diferentes identidades e você pode cantar da perspectiva de outras pessoas. Então foi isso que eu fiz nela, e nomeei todos os personagens dessa história com o nome dos filhos dos meus amigos".
— Swift explicando o conteúdo lírico de "Betty".
"Mad Woman" aborda o tabu ligado à ira feminina, usando comentários sarcásticos sobre o sexismo, como o momento de vituperação de Folklore. Descreve metaforicamente a disputa de Swift com Borchetta e Scooter Braun, pintando a história de uma viúva desviante se vingando, com referências a caça às bruxas. "Epiphany" contém um som ambiental. Retrata a devastação da pandemia, homenageando os profissionais de saúde, comparando-os a soldados militares traumatizados, como seu avô, Dean, que lutou na Batalha de Guadalcanal (1942). A obra é carregada por um piano glacial e metais. A décima quarta faixa, "Betty", é uma peça country e folk rock, tendo a proeminência de gaita em seu instrumental. Aqui, ela canta sobre um o relacionamento semelhante ao de "Cardigan", mas na perspectiva do namorado infiel James, que teve um caso de verão com a narradora feminina de "August". James deseja se redimir por suas ações passadas, mas não as reconhece totalmente, citando desculpas. Seus personagens (Betty, James e Inez) receberam o nome das filhas dos atores Blake Lively e Ryan Reynolds.
"Peace", penúltima faixa do álbum, é uma obra derivada do R&B, apresenta uma melodia vocal complexa, complementado por sintetizadores mínimos e um piano suave. Liricamente, é uma ode a um pretendente de Swift, disseca os efeitos do estrelato agitado em seu relacionamento e adverte sobre os desafios futuros. A edição padrão de Folklore termina com "Hoax", uma lenta balada ao piano com letras emocionalmente cruas que detalham um relacionamento falho, mas eterno, que entrega ao álbum um encerramento melancólico. O número bônus da edição deluxe, "The Lakes", é uma música midtempo carregada por cordas que faz uma introspecção sobre a semi-aposentadoria da cantora em Lake District, na Inglaterra; o local também é mencionado em "Invisible String". Imaginando uma rosa vermelha crescendo na tundra "sem ninguém por perto para twittar", Swift fantasia sobre uma utopia sem mídia social, referenciando William Wordsworth, um poeta britânico conhecido por suas escrituras.

## Lançamento, arte e visuais

Imagens do encarte e do conceito gráfico de Folklore. Todas caracterizadas por cores preto e branco, natureza e cardigãs como itens essenciais de sua estética.

Swift inicialmente planejou lançar Folklore no início de 2021, mas isso foi alterado pois ele "acabou ficando pronto" antes. Em 23 de julho, nove fotos foram carregadas na conta oficial da artista no Instagram, todas sem legendas, formando um quadro preto e branco com uma imagem sua sozinha em uma floresta. Posteriormente, ela fez outra postagem em todas as suas contas de mídia social, anunciando que seu disco seguinte seria lançado à meia-noite, escrevendo: "A maioria das coisas que planejei para este verão acabaram não acontecendo, mas há algo que não planejei que aconteceu. E essa coisa é meu 8º álbum de estúdio, Folklore". Ela confirmou a imagem como capa do projeto e revelou a lista de faixas. O periódico The Wall Street Journal opinou que o anúncio surpresa "deixou os fãs e a indústria da música desprevenidos", enquanto a Billboard afirmou que "pegou o mundo da música pop de surpresa", chegando como uma "notícia emocionante" durante aquele momento de isolamento social obrigatório. Folklore foi lançado onze meses após Lover — na época, este foi o mais curto período entre lançamentos de álbuns de estúdio da cantora, superando o intervalo de um ano e nove meses entre Reputation (2017) e Lover.
Swift informou a Republic Records sobre o projeto apenas algumas horas antes do lançamento, e, portanto, na primeira semana, tornou-se disponível apenas para download digital e streaming. Edições deluxe em CD e edições em cassete e vinil com outras sete capas alternativas foram comercializadas exclusivamente no site da cantora. A edição deluxe, contendo a faixa bônus "The Lakes", foi lançada para plataformas digitais em 18 de agosto de 2020. A edição padrão em CD de Folklore, intitulada "In the Trees", foi lançada no varejo em 7 de agosto, enquanto as edição com o título "Meet Me Behind the Mall" foi disponibilizada exclusivamente na Target. A partir de 20 de agosto, um número limitado de cópias do álbum autografados pela intérprete foi entregue a várias lojas de discos independentes nos Estados Unidos e na Escócia para apoiar pequenas empresas na pandemia. A edição padrão do projeto, nomeada "In the Trees" foi lançada no varejo também no dia 7 do mesmo mês, enquanto às intituladas "Meet Me Behind the Mall" foram feitas exclusivamente para a Target. Uma edição deluxe da obra, apresentando a faixa bônus "The Lakes", foi liberada para plataformas digitais em 18 seguinte.
A arte do álbum, a embalagem e os vídeos com letras de cada faixa foram criados por meio da abordagem "faça você mesmo". Swift recrutou os trabalhos da fotógrafa Beth Garrabrant para criar a arte gráfica do projeto, sem o apoio de uma equipe técnica devido a preocupações com o COVID-19. A sessão de fotos marcou uma mudança em relação às sessões anteriores da cantora, onde ela costumava contar com "100 pessoas no set, trabalhando ao lado de outras de uma maneira similar a um comitê". Ela se auto estilizou, incluindo cabelo, maquiagem e figurino, e prescreveu a Garrabrant uma prancha de temperamento específica. As fotografias são caracterizadas por um filtro em tons de cinza ou preto e branco. A foto de capa da edição padrão do disco retrata a musicista portando roupas grossas e pesadas em meio a uma floresta repleta de folhas mortas no chão mais longe, olhando para um ponto fora das lentes, fechada em si própria. Em seu artigo Quando as capas de álbuns contam uma história: estudo semiótico do percurso de Taylor Swift, o acadêmico Victor de Lima Regis avalia que "a ausência de título ou de representação do nome da cantora na capa a projetam em um espaço distante do enunciatário, retratada em um meio natural cujos limites não são apresentados no enquadramento". Ele completa elaborando que "as figuras das roupas pesadas, folhas mortas e névoa por entre as árvores concretizam a temática de um momento em um ambiente duro em transformação". Na contracapa, Swift é vista de costas para a câmera, vestindo uma jaqueta jeans forrada de flanela desleixada, caída sobre seus braços e um vestido de renda branca, com dois coques trançados na altura da nuca.
O título do álbum si traz o paradoxo que a autora propõe. Folclore vem da fusão de dois vocábulos do inglês antigo (folk-lore), a palavra foi criada por Willem John Thoms, em 1846, e serve, segundo Laura Sousa Ramalho, da universidade Universidade Federal de Goiás, "para denominar um campo de estudos até então identificado como "antiguidades populares" ou "literatura popular". Nesse sentido amplo de "saber do povo", a ideia de folclore designa muito simplesmente as formas de conhecimento expressas nas criações culturais dos diversos grupos de uma sociedade". Ele é visto no encarte do disco escrito em uma fonte romana em itálico e que remete a "um rabisco das Crônicas de Nárnia". Em dezembro de 2020, Jimmy Kimmel entrevistou a cantora e a questionou a respeito da presença da palavra "Woodvale" na capa da edição "Hide And Seek" de Folklore, que alguns suspeitavam ser o título de um novo disco após Evermore; Swift negou e disse que não revelou o título de Folklore a ninguém até pouco antes de seu lançamento e usou "Woodvale" como um codinome, que foi incluído em uma arte como referência, mas que foi acidentalmente impresso nos produtos finais.

## Repercussão

### Crítica profissional
| Críticas profissionais    | Críticas profissionais |
| Pontuações agregadas      | Pontuações agregadas   |
| Fonte                     | Avaliação              |
| ------------------------- | ---------------------- |
| Metacritic                | 88/100                 |
| Avaliações da crítica     |                        |
| Fonte                     | Avaliação              |
| AllMusic                  | [ 104 ]                |
| The Daily Telegraph       | [ 44 ]                 |
| Entertainment Weekly      | A                      |
| The Guardian              | [ 37 ]                 |
| The Independent           | [ 105 ]                |
| The Irish Times           | [ 54 ]                 |
| NME                       | [ 35 ]                 |
| Pitchfork                 | 8.0/10                 |
| Rolling Stone             | [ 52 ]                 |
| The Sydney Morning Herald | [ 34 ]                 |

Folklore foi recebido com aclamação generalizada dos críticos musicais, que elogiaram seu tom emocional e suas composições introspectivas, considerando-o o trabalho mais moderado e sofisticado de Swift até então. No agregador de resenhas Metacritic, que estabelece uma média de até cem pontos com base em avaliações críticas, o álbum obteve 88 pontos de aprovação, que foram baseados em 27 resenhas recolhidas, o que indica "aclamação universal".
Entregando-lhe cinco estrelas totais, Giselle Au-Nhien Nguyen, jornalista do The Sydney Morning Herald , percebeu que "de muitas maneiras, o álbum parece um retorno de Swift às suas raízes" e "que, apesar da suavidade dele, aqui ela mostra-se desenvolvendo a própria força". O editor acrescenta que, devido o lançamento ter coincidido com aniversário de 30 anos da artista, "parece apropriado que ela esteja colocando limites firmemente no lugar, tanto para si quanto para seu público – ela está mais madura e comedida do que nunca". Comentando, ainda, que Swift sempre usou de cada estado emocional que estava vivendo como "moeda de troca", mas agora parece ser menos com intuito de se exibir e "mais uma avaliação pessoal". Neil McCormickm, do The Daily Telegraph, deu cinco estrelas totais para o projeto e descreveu-o o como "uma coleção requintada de 16 canções lentas sobre amor, perda, memória, desejo, amizade e nossa necessidade contínua de conexão humana" que solidificam "o status de Swift como uma cantora e compositora séria". Com a mesma classificação, Laura Snapes, do periódico britânico The Guardian, observou que a "nitidez emocional de Swift nunca esteve tão nítida" quanto em Folklore, a qual rotulou de o disco "mais coeso" da carreira dela desde os dias no country e também o "mais experimental". Maura Johnston, da publicação de mesma nacionalidade, o Entertainment Weekly, pronunciou positivamente em relação ao material, alegando que o período de isolamento vivido pela cantora, resultou em uma obra que exala "maturidade e a confiança" e no qual ela, "uma das maiores estrelas pop do mundo, forja seu próprio caminho e desafia os ouvintes a acompanhá-la".
Em análise para a Billboard, Jason Lipshutz comentou que o trabalho demonstra "o alcance e a profundidade da arte [de Swift]", nomeando a faixa "Invisible String" como "uma das canções mais retumbantes que a cantora já escreveu". No Consequence of Sound, Katie Moulton, emitiu uma nota A- para o trabalho, a qual apreciou a maturidade que Swift transmite nele, particularmente o emprego de perspectivas de terceira pessoa que eram incomuns nos anteriores. Roisin O'Connor, do The Independent, positivou a "poesia sutil apoiada por piano" da canções do projeto, a qual nomeou como um fator que o distingue de qualquer um dos álbuns anteriores da cantora. Hannah Milrea, redatora do NME, avaliou Folklore com quatro de cinco estrelas e o adjetivou como "fresco, com visão de futuro e acima de tudo honesto", destacando que "a brilhante produção musical [de Swift], evidente em seus outros álbuns, é substituída por uma produção suave e gentil", o que resulta em um "trabalho excelente, calmo, entrelaçado com canções folclóricas modernas". Por outro lado, a profissional observou que às vezes há uma sensação de arcaísmo e lentidão no álbum. Sob a mesma atribuição, Stephen Thomas Erlewine, do banco de dados Allmusic, avaliou que as produção de Dessner e Antonof contribuem para uma mudança positiva na obra de Swift, tanto em termos de sonoridade quanto de lírica, acrescentando que a notável "doçura" presente "é convertida em beleza agridoce, seu arrependimento se transforma em um suspiro melancólico e as melodias não clamam mais por atenção, e sim nos fazem refletir". Rob Sheffield, da Rolling Stone, também concedeu quatro estrelas de cinco, prezando a capacidade de composição da intérprete e afirmando que a "ampla coleção de personagens" que ela apresenta no trabalho demonstra sua "inteligência, compaixão e empatia mais profunda", tornando este o seu álbum mais íntimo. Mark Savage, da BBC, o definiu como "um projeto de tons baixos e sombrios, com uma camada de rica melancolia para equilibrá-lo".
Jillian Mapes, da Pitchfork, emitiu uma nota 8,1 a partir de uma escala de 10 para Folklore e o enalteceu pela grande força que emite na forma como as histórias são contadas — enquanto "a própria música que acompanha cada história é mutável" — e notou que nele Swift "orna as habilidades de composição" que possuí a "sua imaginação fértil". Escrevendo em seu substack, o jornalista Robert Christgau ficou mais impressionado e comovido com as canções com temática juvenis, como "Seven" e "Betty", do que com as de tom mais maduro, que ele resumiu como "músicas pop e suaves que são muito positivas a forma como se desenvolvem". Christgau destacou "The Last Great American Dynasty" como a única música que não podia ser tolerada porque o lembrava "muito de Swift, a plutocrata da indústria musical". Numa análise mais mista, o periodista Jon Pareles, do The New York Times, prezou as habilidades de escrita da cantora, mas observou que o estilo musical escolhido por ela para o álbum não condizia com os seus pontos fortes em escrever e compor melodias, e que se a escolha desse estilo musical veio trazer a seriedade, por assim dizer, então só demonstra que aquela seriedade não é verdadeira e sim "frágil e carente de diversidade". Já Annie Zaleski, da página The Irish Times, embora tenha elogiado os vocais da artista, considerando-o o mais agradável até então, sentiu que ela soa como se estivesse "nos implorando para perceber a versão mais amadurecida que ela já expôs até aqui: exagerada, insegura, nada legal e uma ótima compositora".

### Reconhecimento
Uma infinidade de publicações listaram Folklore como um dos melhores lançamentos de 2020. A Billboard, por exemplo, considerou-o o melhor do ano numa coletânea com cinquenta projetos, definindo sua publicação como algo que "veio nos salvar de nossa monotonia socialmente distanciada", além de servir para provar que Swift "poderia transcender limites" e que havia "atingido o ponto em sua carreira em que ela está fazendo música como quer, sem levar em consideração o bom desempenho crítico ou comercial embora — sem surpresa — ela tenha conquistado ambos com Folklore. O Los Angeles Times, o colocou na mesma ocupação, prezando a musicista por utilizar da "temporada de isolamento para sonhar além de si mesma" e criar um projeto que "mantém o ar íntimo da introspecção". Posicionando-o na ocupação máxima, Patrick Ryan, periodista do USA Today, também enalteceu as habilidades de composição da artista por resultarem em "letras que se revelam de novas maneiras surpreendentes a cada audição" e que "nos fazem refletir sobre como e onde estamos — pequenos triunfos da maior contadora de histórias da música".
A Rolling Stone o colocou como o melhor em um compilado com outros 50, com um editor comentando que nele a intérprete conseguiu com proeza se livrar dos conceitos pop do projeto antecessor, em favor de "um que colocou seu talento de composição único como prioridade" e resultou em letras de "amadurecimento e redenção" que "nos forneceram consolo e catarse exatamente quando mais precisávamos". Editores da revista Time, o ranquearam no ponto máximo em uma lista com outros dez, descrevendo-o como "um álbum que é tanto um experimento com delicadeza emocional quanto uma visão exuberante da interseção de narrativa folclórica e pop contemporâneo". Completando que possivelmente "seja o máximo que poderíamos esperar sentir na quarentena". Além destes, Folklore constou entre os dez melhores de 2020 em compilações organizadas pela NME (2.ª posição), BBC (3.ª posição), Entertainment Weekly (4.ª posição) e The Guardian (9.ª posição). De acordo com o Metacritic, o projeto foi o décimo álbum mais predominante citado nas listas de melhores do ano, enquanto o portal Album of the Year coletou um total de 68 destas listagens com o disco presente, além de outras duas relacionadas apenas a artistas estadunidenses.
Além das listagens, Folklore e as suas canções renderam à intérprete uma série de indicações e prêmios em 2021. Na 63.ª cerimônia dos Grammy Awards, o produto foi nomeado a Álbum do Ano e Melhor Álbum vocal de Pop. Ao vencer o primeiro, Swift se tornou a primeira mulher na história a ganhar três vezes esta condecoração, e a quarta artista geral, empatada com Frank Sinatra, Stevie Wonder e Paul Simon. "Cardigan" foi listado em Canção do Ano e Melhor Desempenho Solo de Pop; a primeira, tornou a intérprete a artista feminina mais indicada de todos os tempos, com cinco nomeações. Já "Exile" disputou em Melhor Performance de Dupla/Grupo Pop. Na 48.ª edição dos American Music Awards, Swift obteve quatro indicações: Artista do Ano, Artista Feminina Favorita de Pop/Rock, Videoclipe Favorito para "Cardigan" e Álbum Pop/Rock Favorito para Folklore, e ganhou os três primeiros, estendendo seu recorde como a artista mais premiada na história do evento, com 32 vitórias. Também marcou o terceiro ano consecutivo, e o sexto no geral, em que ela foi coroada a Artista do Ano — se tornando a primeira pessoa a angariar esse feito. O disco concorreu ao Billboard Music Awards na categoria Top Billboard 200 Album, mas não o obteve. Ao redor do mundo, foi indicado ao canadense Juno Awards e ao dinamarquês Danish Music Awards, em Álbum Internacional do Ano, vencendo no último; no australiano ARIA Music Awards a estadunidense concorreu a Melhor Artista Internacional, novamente sem sucesso, porém o disco venceu como um dos 3 Melhores Álbuns Ocidentais nos Japan Gold Disc Award.

## Promoção

### Singles

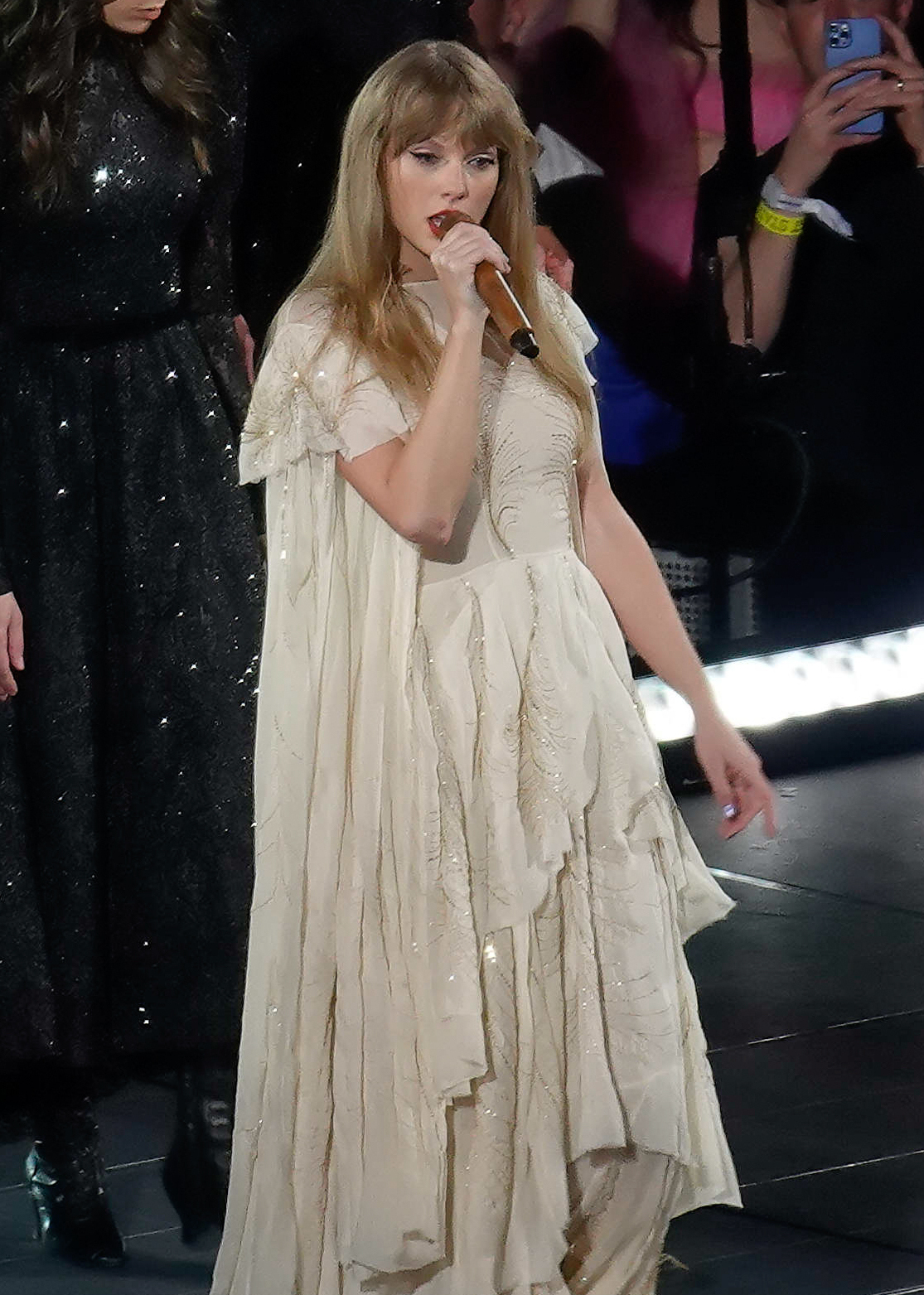
Swift realizando o ato Folklore na turnê Eras Tour (2023) em Arlington, Texas.

"Cardigan" foi lançado como o primeiro single de Folklore em 27 de julho de 2020. No entanto, sua adição as estações de rádio adult contemporary e contemporary hit dos Estados Unidos só ocorreu em 27 seguinte. A canção recebeu análises positivas da mídia especializada, com diversos profissionais elogiando sua composição poética e seu som descontraído. Foi acompanhado por um videoclipe postado no canal da artista no YouTube, também no dia 24, cuja própria Swift escreveu, dirigiu e estilizou. A gravação contém uma estética caseira e sonhadora, apresentando a intérprete em três cenários diferentes: uma "cabana aconchegante" na floresta, uma floresta coberta de musgo e um mar escuro e tempestuoso, que representa o conceito das diferentes fases em relacionamentos. Comercialmente, "Cardigan" tornou-se um grande sucesso; Debutou no topo parada global de músicas do Spotify, com mais de 7 milhões e 742 mil streams, o que foi, na época, o valor mais alto entre qualquer música na plataforma em 2020. Em terras estadunidenses, converteu-se no sexto tema de Swift a culminar na Billboard Hot 100, sendo o seu segundo a estrear diretamente no ápice. Ademais, listou-se entre as vinte melhores classificações no Canadá, Nova Zelândia, Singapura e Reino Unido.
"Exile", com participação da banda Bon Iver, foi adicionado as estações alternative em 3 de agosto do mesmo ano como o segundo single do álbum. Após o seu lançamento, recebeu ampla aclamação da crítica, com ênfase na química vocal da dupla, o lirismo agonizante, instrumentais ricos e atmosfera sombria. Os críticos musicais o escolheram como um destaque de Folklore e a nomearam uma das melhores colaborações da cantora até hoje, comparando-a com seu tema anterior, "Safe & Sound" (2012). Comercialmente, "Exile" alcançou as bons resultados em vários países. Obteve a sexta posição como melhor na Billboard Hot 100, dando a Swift seu 28º tema entre as dez primeiras ocupações da tabela. Já em outros lugares, como Austrália, Irlanda e Nova Zelândia, ficou entre os cinco primeiros colocados.
Em 17 de agosto, "Betty" adicionada para estações country como o terceiro e último foco de promoção do registro. Por causa de seu lançamento direcionado ao segmento citado, alcançou baixas posições nas paradas musicais, conseguindo atingir apenas 42.ª colocação Billboard Hot 100. Os críticos musicais viram "Betty" como um retrocesso às primeiras canções country de Swift. Muitos elogiaram sua narrativa envolvente e elogiaram como suas composições amadureceram ao longo de sua carreira. Embora tenha sido lançado apenas como single promocional, "The 1" qualificou-se na quarta posição do Billboard Hot 100. Em 24 de julho de 2021, primeiro aniversário do Folklore, a versão orquestral original de "The Lakes" também foi lançada de forma promocional.

### Filme e álbum ao vivo
Um documentário, intitulado Folklore: The Long Pond Studio Sessions , foi lançado em 25 de novembro de 2020, para o Disney+. Foi dirigido e produzido por Swift; a produção apresenta a artista tocando todas as faixas de Folklore em um ambiente íntimo no Long Pong Studio, e compartilhando as histórias por trás das canções, com Antonoff e Dessner. Junto com a estreia do filme, o terceiro álbum ao vivo de Swift, Folklore: The Long Pond Studio Sessions (From the Disney+ Special), contendo as versões acústicas, foi disponibilizado em plataformas de streaming.

## Impacto e legado
Diversos jornalistas musicais têm notado o legado de Folklore na indústria da música contemporânea e na cultura popular. O lançamento de Folklore despertou na internet um interesse generalizado no termo "folklore". Em resposta a essa comoção, a American Folklore Society lançou uma página online, intitulada "What is Folklore?", e engajou-se em uma campanha para educar os transeuntes sobre os estudos do folclore. Folcloristas foram recrutados para promover o campo acadêmico para o público em geral via mídia social. O álbum foi contextualizado como um projeto de lockdown pela imprensa, e ganhou a reputação de disco arquetípico de quarentena. O The Guardian o viu como uma uma trégua em meio aos eventos caóticos que estavam ocorrendo. The Daily Telegraph considerou isso "um triunfo requintado e empático durante o lockdown". O NME escreveu que ele será lembrado como "o álbum padrão de lockdown" que "parecia o acompanhamento perfeito para a estranha solidão" que abateu o mundo em 2020. O Insider afirmou que, no futuro, Folklore seria conhecido como uma verdadeira "obra de arte". A Rolling Stone avaliou que o projeto poderia entrar para a história como "o disco definitivo da quarentena" ao proporcionar conforto e catarse "quando mais precisávamos". A Billboard proclamou que ele seria considerado um dos lançamentos mais influentes de Swift. Foi citado como algo que mudou o tom da música em 2020 e seu impacto na paisagem cultural do ano foi considerado "incapaz de ser medido". Editores da Clash creditaram a intérprete por suavizar o trágico início da década de 2020, usando um "material invernal lançado bem no meio do verão [no hemisfério norte]" que encorajou os ouvintes a introspecção.
Em uma lista premiando os trabalhos mais criativos que moldaram a quarentena, a Vulture rotulou Folklore como um "colapso em forma de música" por abordar a solidão e pensamentos relacionados. A Vogue listou-o entre os melhores momentos ocorridos durante o lockdown. A The Week o chamou de "a primeira grande arte pandêmica" por estabelecer "um nível alto" para futuros projetos inspirados nesse período. O Financial Times o avaliou como "o primeiro grande álbum produzido durante o lockdown", enquanto a Hot Press o chamou de "o primeiro grande disco" desta era. A julgar por sua aclamação e sucesso comercial, a mídia concluiu que Swift soube "captar o espírito da época" em Folklore. A Billboard nomeou tanto o projeto como seu sucessor, Evermore (2021), como os melhores exemplos de álbuns inovadores de artistas que alteraram seu processo criativo durante a pandemia e, em uma lista intitulada "Os 25 momentos musicais que definiram o primeiro trimestre da década de 2020", o trabalho é referido como um "sucesso comercial" e "Grammy Darling" que se destaca como "uma das melhores criações realizadas durante os momentos da quarentena". O making of e a recepção entusiasta de Folklore encorajaram Swift a lançar Evermore. A própria deu crédito ao trabalho por introduzir uma nova mentalidade de composição em seu repertório o que, por sua vez, influenciou os lançamentos subsequentes dela. De acordo com o site Genius, Folklore foi o álbum mais popular de 2020 em sua página, e a intérprete foi o artista mais pesquisado. Ela também foi a musicista solo mais bem paga do mundo naquele ano, em todo o mundo e nos Estados Unidos, exclusivamente devido aos rendimentos com seus álbuns.
Desde então, a obra têm servido de referência para diversos artistas em diversos aspectos de suas carreiras; Hayley Williams descreveu o seu segundo álbum de estúdio, Flowers for Vases / Descansos, como o Folklore de sua carreira. Phoebe Bridgers sugeriu que o próximo disco que lançaria poderia ser inspirado em Folklore. Os críticos notaram influências deste em Sour (2021) e "Drivers License", álbum e single estreia, respectivamente, de Olivia Rodrigo. A espanhola Zahara lançou uma canção intitulada "Taylor" em homenagem a Swift, e creditou Folklore por incentiva-la a compor novamente após meses de isolamento. A croata Mia Dimšić nomeou-o como inspiração para "Guilty Pleasure", a música usada por ela para representar a Croácia no Festival Eurovisão da Canção 2022. Christina Perri e Sabrina Carpenter deram créditos ao projeto por encoraja-las a serem emocionalmente honestas sem se preocuparem com as expectativas externas ao compor. A nipo-britânica Rina Sawayama citou os traços poéticos e fictícios de Folklore como fonte de inspiração para seu segundo disco de inéditas, Hold the Girl (2022). Abby McDonald, autora de Bridgerton, afirmou que a faixa "Illicit Affairs" inspirou-a a escrever o episódio "An Unthinkable Fate" da segunda temporada da série. Depois de Folklore, artistas como Gracie Abrams, Ed Sheeran, King Princess e Girl in Red escolheram compor com Dessner e gravar em seu estúdio, o Long Pond Studio.

## Alinhamento de faixas
Os créditos são adaptados das notas do encarte do álbum e Tidal.
| Folklore – Edição padrão |                                        |                                    |                              |         |  |
| N.º                      | Título                                 | Compositor(es)                     | Produtor(es)                 | Duração |  |
| 1.                       | "The 1"                                | Taylor Swift Aaron Dessner         | Dessner                      | 3:30    |  |
| 2.                       | "Cardigan"                             | Swift Dessner                      | Dessner                      | 3:59    |  |
| 3.                       | "The Last Great American Dynasty"      | Swift Dessner                      | Dessner                      | 3:51    |  |
| 4.                       | "Exile" (com participação de Bon Iver) | Swift William Bowery Justin Vernon | Dessner Joe Alwyn            | 4:45    |  |
| 5.                       | "My Tears Ricochet"                    | Swift                              | Swift Jack Antonoff Alwyn    | 4:15    |  |
| 6.                       | "Mirrorball"                           | Swift Antonoff                     | Swift Antonoff               | 3:29    |  |
| 7.                       | "Seven"                                | Swift Dessner                      | Dessner                      | 3:28    |  |
| 8.                       | "August"                               | Swift Antonoff                     | Swift Antonoff Alwyn         | 4:21    |  |
| 9.                       | "This Is Me Trying"                    | Swift Antonoff                     | Swift Antonoff Alwyn         | 3:15    |  |
| 10.                      | "Illicit Affairs"                      | Swift Antonoff                     | Swift Antonoff Alwyn         | 3:10    |  |
| 11.                      | "Invisible String"                     | Swift Dessner                      | Dessner                      | 4:12    |  |
| 12.                      | "Mad Woman"                            | Swift Dessner                      | Dessner                      | 3:57    |  |
| 13.                      | "Epiphany"                             | Swift Dessner                      | Dessner                      | 4:49    |  |
| 14.                      | "Betty"                                | Swift Bowery                       | Swift Dessner Antonoff Alwyn | 4:54    |  |
| 15.                      | "Peace"                                | Swift Dessner                      | Dessner                      | 3:54    |  |
| 16.                      | "Hoax"                                 | Swift Dessner                      | Dessner                      | 3:40    |  |
| Duração total:           | Duração total:                         | Duração total:                     | Duração total:               | 63:29   |  |

| Folklore – Faixa bônus dos formatos físicos e edição deluxe digital |                |                |                |         |  |
| N.º                                                                 | Título         | Compositor(es) | Produtor(es)   | Duração |  |
| 17.                                                                 | "The Lakes"    | Swift Antonoff | Swift Antonoff | 3:31    |  |
| Duração total:                                                      | Duração total: | Duração total: | Duração total: | 67:00   |  |

## Equipe e colaboradores
Todo o processo de elaboração de Folklore atribui os seguintes créditos:
Vocais e instrumentação
- Taylor Swift: vocais principais, composição, produção (5, 6, 8–10, 14, 17)
- Aaron Dessner:  produção (1–4, 7, 11–16), composição (1–3, 7, 11–13, 15, 16), piano (1–4, 7, 11–16), violão (1, 7, 11, 12, 16), guitarra (1–4, 11–14, 16), programação (1–4, 7, 11, 12), mellotron (1, 2, 11, 13, 15), OP-1 (1, 4, 16), baixo de teclado (1, 16), percussão (2–4, 7, 11, 12, 14), baixo (2, 3, 7, 11, 12, 14, 15, sintetizador (2–4, 7, 11–13, 15), slide guitar (3), teclados (3), afinação nashville (14), gravação de campo (15), gaita de fole (15)
- Bryce Dessner:  maestro (1–4, 7, 11–13)
- Thomas Bartlett:  sintetizador (1), OP-1 (1)[b]
- Jason Treuting:  percussão (1)[b]
- Yuki Numata Resnick:  viola (1, 2, 7, 11, 12), violino (1, 2, 7, 11, 12)
- Benjamin Lanz:  sintetizador modular (2)
- Dave Nelson:  trombone (2, 13)[b]
- James McAlister:  programação de bateria (2, 11), batida de programação (12), sintetizadores (12), percussão manual (12), bateria (12)[b]
- Clarice Jensen:  violoncelo (2, 7, 11–13)[b]
- Rob Moose:  orquestração (3, 16), violino (3, 4, 16), viola (3, 4, 16)[b]
- JT Bates:  bateria (3, 7, 13)[b]
- Justin Vernon:  vocais principais (4), composição (4)
- Joe Alwyn:  produção (4, 5, 8–10, 14), composição (4, 14)
- Jack Antonoff:  produção (5, 6, 8–10, 14, 17), composição (6, 8–10, 17), bateria (5, 6, 8–10, 14, 17), percussão (5, 6, 8–10, 14, 17), programação (5, 6, 8–10, 17), guitarras (5, 6, 8–10, 14, 17), teclados (5, 6, 8–10, 17), piano (5, 17), baixo (5, 8–10, 14), vocais de apoio (5, 6, 9, 10, 17), violão (6, 8, 14), ÓH (6, 14), órgão (9), Mellotron (14)
- Evan Smith:  saxofones (5, 8–10, 14, 17), teclados (5, 8–10, 17), programação (5), flauta (8, 17), guitarras (8, 10), acordeão (10), vocais de apoio (10), clarinete (14, 17), baixo (17)
- Bobby Hawk:  cordas (5, 8, 9, 17)
- Bryan Devendorf:  programação de bateria (7)[b]
- Jonathan Low:  baixo sintetizado (8)[b]
- Mikey Freedom Hart:  pedal steel (10, 14), Mellotron (14), piano elétrico wurlitzer (14), cravo (14), vibrafone (14), guitarra (14)
- Kyle Resnick:  trompete (13)
- Josh Kaufman:  gaita (14), guitarra elétrica (14), lap steel (14)[b]

Instrumentação adicional
- Kyle Resnick:  viola (1, 2, 7, 11–13), violino (1, 2, 7, 11–13)
- Bella Blasko:  sintetizador modular (2)
- Lorenzo Wolff:  cordas (5, 9)
- Mike Williams:  cordas (8, 17)
- Jon Gautier:  cordas (8, 17)
- Benjamin Lanz:  trombone (13)

Produção
- Taylor Swift:  produção executiva
- Jonathan Low:  gravação (1–4, 7, 11–16), mixagem (1–4, 7, 8, 11, 15–17)
- Aaron Dessner:  gravação (1–4, 7, 11–16), gravação adicional (2, 11)
- Laura Sisk:  gravação (5, 6, 8–10, 14, 17), gravação vocal (1–3; Swift em 4; 13, 15, 16)
- Jack Antonoff:  gravação (5, 6, 8–10, 14, 17)
- Bella Blasko:  gravação adicional (2)
- Justin Vernon:  gravação adicional (Bon Iver em 4)
- John Rooney:  assistente de engenharia (5, 9, 14)
- Jon Sher:  assistente de engenharia (5, 9)
- Şerban Ghenea:  mixagem (5, 6, 9, 10, 12–14)
- John Hanes:  engenharia de som (5, 6, 9, 10, 12–14)
- Randy Merrill:  masterização

Visuais e imagem
- Taylor Swift:  figurino, cabelo e maquiagem, criação de encarte e direção de arte
- Beth Garrabrant:  fotografia
- 13 Management:  design de encarte, suporte e coordenação de projetos
- Republic Records:  apoio e coordenação de projetos

## Desempenho comercial
Mundialmente, Folklore recebeu mais de 80 milhões de streams no Spotify no primeiro dia em que foi disponibilizado. Essa quantia, posteriormente, foi reconhecida pelo livro Guinness World Records como a maior já registrada por álbum de uma artista feminina em seu dia de abertura, superando Thank U, Next, de Ariana Grande. A Republic Records informou que as vendas do produto chegaram a mais de 1 milhão e 3 mil réplicas em 24 horas e dois milhões em na primeira semana. Também ajudou Swift a se tornar a segunda mulher com mais streams na plataforma em 2020, depois de Billie Eilish, e o oitavo mais transmitido no geral através da Amazon Music. A Federação Internacional da Indústria Fonográfica, reconheceu Folklore como o segundo projeto mais adquirido de 2020, com mais de 2 milhões de cópias comercializadas, e Swift como o artista solo que mais vendeu no período.
Nos Estados Unidos, país nativo de Swift, os streams sob demanda obtidos por Folklore no primeiro dia foram acima de 72 milhões — ultrapassando os 55 milhões detidos por Thank U, Next. Consequentemente, debutou no cume da Billboard 200, com 846 mil unidades equivalentes adquiridas, consistindo em 615 mil vendas puras e 289 milhões de streams. Tais valores foram os maiores já registrados na primeira semana por qualquer álbum em 2020, superando Legends Never Die, de Juice Wrld, o até então detentor desse feito. Em seus 7 primeiros dias, comercializou o suficiente para tornar-se o disco mais adquirido do ano, superando Map of the Soul: 7, de BTS. Foi a sétima obra de Swift a estrear no comando da tabela, assim, igualou-a a Janet Jackson entre as cantoras com mais lançamentos a atingirem essa posição. Superando Eminem, ela tornou-se o primeiro artista, desde o início das operações da Nielsen SoundScan, a estrear sete trabalhos distintos com vendas acima de 500 mil. Ao permanecer por oito semanas não consecutivas no topo da Billboard 200, Folklore fez de sua intérprete a primeira mulher desde Barbra Streisand a emplacar seis álbuns nessa posição por mais de uma semana. Marcou também a primeira entrada de Swift na Alternative Albums, registrado a maior estreia de todos os tempos da parada.
Folklore não foi apenas o álbum que mais rapidamente moveu 1 milhão de unidades em 2020, mas também o de uma mulher a permanecer por mais tempo no topo da Billboard 200, desde Reputation, e o primeiro a passar suas quatro semanas iniciais nessa posição desde 25 (2015), de Adele; No século 21, Swift foi a primeira pessoa a ocupar a liderança com seis diferentes álbuns por quatro semanas e também o primeiro artista solo — e o segundo no geral depois dos Beatles —, a conseguir colocar cinco projetos no topo da tabela por seis semanas ou mais. Totalizando 47 semanas, ela ultrapassou Whitney Houston e converteu-se na mulher a ocupar o topo da Billboard 200 por mais tempo na história. Folklore foi o único álbum de 2020 e o nono de Swift a vender 1 milhão de cópias puras nos Estados Unidos. Em dezembro, retornou ao terceiro lugar da tabela, com 133 mil unidades movimentadas, quando na mesma edição Evermore constava no cume, tornando-a a primeira musicista a colocar dois discos simultâneamente entre as três primeiras posições. Ao fim de 2020, Swift foi classificada como a mulher mais transmitida do Spotify em território estadunidense e o artista que mais vendeu — marcando 3 milhões e 5 mil de unidades equivalentes adquiridas. Já Folklore foi o álbum mais consumido do período — registrando 2 milhões e 3 mil unidades —, incluindo 1 milhão e 276 mil vendas puras. Isso fez da intérprete o primeiro músico na história a ter por cinco vezes o disco mais comercializado no país em um ano civil, seguindo Fearless (2009), 1989, Reputation, e Lover. Como resultado, foi premiado com dois certificados de platina pela Recording Industry Association of America (RIAA), denotando uma distribuição superior a dois milhões de exemplares.
No Canadá, Folklore tornou-se o sétimo registro consecutivo de Swift a debutar na liderança da tabela canadense, onde constou por quatro semanas consecutivas e concluiu o ano como o 9.º com melhor desempenho. Na China, vendeu mais de 200 mil cópias em suas primeiras seis horas e cerca de 740 mil na primeira semana, convertendo-se instantaneamente no álbum mais comprado de 2020 por um artista ocidental, sendo reconhecido com certificado de diamante pela QQ Music e fazendo de sua intérprete o único ocidental a ter quatro títulos — com Reputation, 1989 e Lover — a alcançarem a marca. Foi o material em língua inglesa mais transmitido da plataforma em 2020, enquanto que no Japão foi o mais comprado por um artista estrangeiro em todo o período. Na Austrália, tal qual na Nova Zelândia, alcançou o cume. No primeiro citado, marcou a sexta ocupação de Swift nessa posição, ampliando ainda mais a vantagem dela sob qualquer outro músico na década de 2010.
Em terras britânicas, suas 37 mil unidades comercializadas em seus 7 primeiros dias retiraram de Music to Be Murdered By, de Eminem, o recorde de maior vendagem digital de todos os tempos no território. Com isso, Swift conseguiu emplacar seu quinto álbum na liderança da UK Albums Chart e listou-se entre as cinco cantoras a terem cinco discos nessa posição da tabela, depois de Madonna, Kylie Minogue, Streisand, e Celine Dion, bem como a primeira a realiza-lo no século 21. Manteve-se por três semanas consecutivas, dando a ela a sua maior estadia na liderança até então. Ao serem avaliadas vendas de 600 mil cópias do projeto no território, a British Phonographic Industry (BPI) o certificou como platina. De igual forma, foi número um na Irlanda, tendo a maior semana de abertura de 2020 e fazendo de Swift a primeira mulher no século 21 a colocar cinco projetos nessa posição. Suas quatro semanas consecutivas no ápice, foram à mais que a de qualquer outro álbum de 2020 e do catálogo de Swift. Na europa continental, culminou nas tabelas de nações como Bélgica, Dinamarca, Estônia, Finlândia, Noruega e República Tcheca.
| País — Tabela musical (2020—21)         | Posição de pico |
| --------------------------------------- | --------------- |
| Alemanha (GfK Entertainment Charts)     | 1               |
| Argentina (CAPIF)                       | 1               |
| Austrália (ARIA Charts)                 | 1               |
| Áustria (Ö3 Austria Top 40)             | 2               |
| Bélgica (Ultratop 50 de Flandres)       | 1               |
| Bélgica (Ultratop 40 de Valônia)        | 3               |
| Canadá (Canadian Albums Chart)          | 1               |
| Coreia do Sul (Goan)                    | 27              |
| Croácia (HDU)                           | 2               |
| Dinamarca (Hitlisten)                   | 1               |
| Escócia (OCC)                           | 2               |
| Eslováquia (IFPI Slovenská Republika)   | 4               |
| Espanha (PROMUSICAE)                    | 2               |
| Estados Unidos (Billboard 200)          | 1               |
| Estados Unidos (Top Alternative Albums) | 1               |
| Estônia (Eesti Ekspress)                | 1               |
| França (SNEP)                           | 12              |
| Finlândia (IFPI Finlândia)              | 1               |
| Grécia (IFPI Grécia)                    | 1               |
| Hungria (MAHASZ)                        | 7               |
| Irlanda (IRMA)                          | 1               |
| Islândia (Tónlistinn)                   | 8               |
| Itália (FIMI)                           | 8               |
| Japão (Oricon)                          | 10              |
| Japão (Billboard Japan)                 | 8               |
| Lituânia (AGATA)                        | 2               |
| Noruega (VG-lista)                      | 1               |
| Nova Zelândia (Recorded Music NZ)       | 1               |
| Países Baixos (Dutch Charts)            | 2               |
| Polônia (ZPAV)                          | 8               |
| Portugal (AFP)                          | 2               |
| Reino Unido (UK Albums Chart)           | 1               |
| República Checa (IFPI Česká Republika)  | 1               |
| Suécia (Sverigetopplistan)              | 1               |
| Suíça (Schweizer Hitparade)             | 1               |

| País — Tabela musical (2020)            | Posição |
| --------------------------------------- | ------- |
| Alemanha (GfK Entertainment Charts)     | 89      |
| Austrália (ARIA Charts)                 | 2       |
| Áustria (Ö3 Austria Top 40)             | 66      |
| Bélgica (Ultratop 50 de Flandres)       | 30      |
| Canadá (Canadian Albums Chart)          | 9       |
| Croácia (HDU)                           | 34      |
| Dinamarca (Hitlisten)                   | 36      |
| Espanha (PROMUSICAE)                    | 52      |
| Estados Unidos (Billboard 200)          | 5       |
| Estados Unidos (Top Alternative Albums) | 1       |
| Irlanda (IRMA)                          | 7       |
| Nova Zelândia (Recorded Music NZ)       | 7       |
| Noruega (VG-lista)                      | 27      |
| Portugal (AFP)                          | 53      |
| Países Baixos (Dutch Charts)            | 46      |
| Reino Unido (UK Albums Chart)           | 12      |
| Suíça (Schweizer Hitparade)             | 70      |
| País – Tabela musical (2021)            | Posição |
| Austrália (ARIA Charts)                 | 20      |
| Bélgica (Ultratop 50 de Flandres)       | 49      |
| Canadá (Canadian Albums Chart)          | 14      |
| Dinamarca (Hitlisten)                   | 56      |
| Espanha (PROMUSICAE)                    | 70      |
| Estados Unidos (Billboard 200)          | 12      |
| Estados Unidos (Top Alternative Albums) | 2       |
| Irlanda (IRMA)                          | 18      |
| Nova Zelândia (Recorded Music NZ)       | 27      |
| Países Baixos (Dutch Charts)            | 100     |
| Portugal (AFP)                          | 80      |
| Reino Unido (UK Albums Chart)           | 38      |

| Região | Certificação | Vendas     |
| --- | ------------ | ---------- |
| Austrália (ARIA) | 3× Platina   | 210 000‡   |
| Áustria (IFPI Áustria) | Platina      | 15 000‡    |
| Bélgica (BEA) | Ouro         | 10 000‡    |
| Canadá (Music Canada) | 6× Platina   | 480 000‡   |
| Dinamarca (IFPI Dinamarca) | Platina      | 20 000‡    |
| Espanha (PROMUSICAE) | Ouro         | 10 000‡    |
| Estados Unidos (RIAA) | 2× Platina   | 2 000 000‡ |
| França (SNEP) | Platina      | 100 000‡   |
| Itália (FIMI) | Platina      | 50 000‡    |
| Nova Zelândia (RIANZ) | 2× Platina   | 30 000‡    |
| Noruega (IFPI Noruega) | Platina      | 20 000*    |
| Polônia (ZPAV) | 2× Platina   | 40 000‡    |
| Singapura (RIAS) | Platina      | 10 000‡    |
| Reino Unido (BPI) | Platina      | 300 000‡   |
| Suíça (IFPI Suíça) | Ouro         | 10 000‡    |
| Resumos |              |            |
| Mundo | —            | 2 000 000  |
| *números de vendas baseados somente na certificação ^distribuições baseadas apenas na certificação ‡vendas+valores de streaming baseados somente na certificação |              |            |

## Histórico de lançamento
| Região      | Data                 | Formato                    | Edição   | Gravadora(s) | Ref.    |
| ----------- | -------------------- | -------------------------- | -------- | ------------ | ------- |
| Vários      | 24 de julho de 2020  | Download digital streaming | Padrão   | Republic     | [ 301 ] |
| Reino Unido | 4 de agosto de 2020  | CD                         | Deluxe   | EMI          | [ 302 ] |
| Vários      | 7 de agosto de 2020  | CD fita cassete vinil      | Deluxe   | Republic     | [ 303 ] |
| Japão       | 7 de agosto de 2020  | CD                         | Deluxe   | Universal    | [ 304 ] |
| Japão       | 7 de agosto de 2020  | CD DVD                     | Especial | Universal    | [ 305 ] |
| Vários      | 18 de agosto de 2020 | Download digital streaming | Deluxe   | Republic     | [ 306 ] |